# Abbaye de Paring
L’abbaye de Paring est un prieuré augustinien dépendant des chanoines réguliers de Windesheim, à Paring, dans le Land de Bavière et le diocèse de Ratisbonne.

## Histoire
L'abbaye est fondée en 1141 par Gebhard von Roning. Elle est un stift augustinien de 1141 à 1598, un prieuré de l'abbaye bénédictine d'Andechs de 1608 à 1803, année de la sécularisation.
En 1974, le monastère est de nouveau habité par des chanoines augustiniens de la congrégation de Windesheim et est jusqu'en 2016 le siège de leur prieuré général. Les prêtres de l'Ordre assurent une pastorale ordinaire et extraordinaire ou catégorielle. Les bâtiments du monastère, qui furent agrandis dans les années 2000-2001, atteignent leurs limites de capacité et doivent encore être élargis dans les années à venir.
Dans le cimetière du prieuré, est enterré Karl Egger qui contribua à la renaissance de la congrégation de Windesheim.